# Valencia Fútbol Sala
ElPozo Valencia Fútbol Sala , más conocido como Valencia Fútbol Sala o VFS  es un club de fútbol sala español, de la ciudad de Valencia. 
Fue fundado en el 1983 y milita actualmente en la Segunda División B Nacional de Futbol Sala Grupo 3, tercera categoría del fútbol sala en España. 
Disputa los encuentros como local en el pabellón municipal de San Isidro con una capacidad para 500 espectadores.

## Historia.
Fundación y primeros pasos:
En el año 1983 se fundó el Club Valencia Fútbol sala, bajo la denominación de Distrito 10 Valencia, siendo el primer presidente de la entidad don Carlos Llobet González Mataix. El club surgió de la unión de Discocentro - Orvibra. Integrándose en la liga de división de honor, de la Federación Española de Fútbol Sala. (FEFS).
En aquellos inicios podemos destacar a jugadores de la talla de Toni Gargallo, Pepe Matoses, Toni Vivas, Juan Carlos Seva o Miki entre otros que hicieron historia con el equipo. En el primer año de competición, el equipo quedó subcampeón de liga, por detrás de Interviú Boomerang que se convertiría muy pronto en el gran rival de Distrito 10 Valencia, en la lucha por los títulos.
En la temporada 84/85, el equipo se trasladó al pabellón municipal Fuente de San Luis a disputar los compromisos oficiales que exigía la temporada, el club empezó a destacarse por ser uno de los pioneros en el fichaje de jugadores extranjeros, el primero en venir sería el brasileño, procedente de fortaleza Joal Belfort, que impresionó a todos por sus conocimientos de fútbol sala y total entrega a ofrecer espectáculo, el brasileño junto a sus compañeros Miki, Gonzalo y Nano Serra, serían los primeros "cracks" de la entidad, que fueron claves para el presente glorioso de la entidad.
Ese año el equipo repitió éxito en el torneo liguero quedando subcampeón, otra vez ante el conjunto madrileño del Boomerang, que se convirtió en el dominador de la competición. Pero la revancha llegaría pronto, ya que en el torneo de Copa se volverían a ver las caras ambos clubes también en la final, esta vez la victoria caería del lado nuestro, proclamándose campeón de Copa, en la final disputada en Alcora Castellón. Además se fundó el primer equipo Juvenil del club.
Traslado a Marcol:
Tras un año difícil, el Distrito 10 Valencia se trasladó al pabellón de Marcol que tanta huella ha dejado en la trayectoria del club, tras la consolidación de Joao Belfort, primera estrella de la liga y la clara progresión de jóvenes valores de la casa, siguieron llegando los éxitos deportivos al seno de la entidad, muestra de ello fue la masiva afluencia de público a los partidos del equipo como local, en el campeonato de liga se clasificó como cuarto, no pudiendo repetir el subcampeonato de los dos años anteriores, pero se revalidó el título de copa cosechado el año anterior, otra vez ante el Boomerang, los madrileños se impusieron con total claridad en Marcol por un 0-2, que dejó las cosas muy difíciles pero la cosa no quedó ahí, y en un partido épico, Distrito 10 Valencia remonto la final (a doble partido) en Margariños, goleando a Interviú en su propia casa por un contundente 2-5, que sirvió para que por segundo año consecutivo se fuera Campeón de Copa. Ese año se ficharon a Padu dos veces campeón del mundo con Brasil y al capitán de la selección española Javi Llorens.
Más éxitos y categorías base:
En la temporada 86/87 el equipo se clasificó en quinto lugar en la liga, destacando las incorporaciones de los brasileños Marabu y Neco, que impresionaron con su juego siempre ofensivo. También fue importantísima la incorporación en la portería del internacional Pedro Cerisuelo. El club siguió con la política de ampliar la escuela de fútbol sala base, contándose ya con equipos en todas las categorías (filial, juvenil, cadete y alevín). Puede considerarse una gran temporada en ese aspecto ya que ascendieron al primer equipo los primeros jugadores procedentes de las categorías base: Javi Arnau, Jorge Serra y Vivente Miquel. Además por primera vez el equipo cadete logró llegar a una final del campeonato de España, quedando subcampeón.
Pronto se instauró en el club, la política de cantera, y club formador, continuando con la labor y el trabajo en la base, empezaron a brillar jugadores formados en las inferiores en el primer equipo, siendo así Jorge Serra y Juanjo Royo, los primeros jugadores salidos de la escuela del club en alcanzar la internacionalidad.
Con el fenomenal apoyo de los mismos patrocinadores de las dos últimas temporadas, se consiguió darle continuidad al desarrollo de las estructuras del club. Sabiendo conjuntar jugadores más veteranos como Nano Serra y Miki, con otros más jóvenes ya asentados en la competición a los que se les dio la oportunidad de demostrar su categoría. Se alcanzó el quinto puesto en la liga, en uno de los años de mayor igualdad en la división.
Destacar entre los más jóvenes a Lele y a Roberto, que sorprendieron por la calidad y experiencia demostrada con solo 18 años. Resaltar la solidez demostrada en defensa, y la garra impuesta por toda la plantilla en cada partido, con las que poder suplir la ausencia en esta temporada de refuerzos extranjeros.
Unificación, Nueva LNFS:
En la temporada 89/90 se presentaba muy complicada por la unificación de la RFEF y la FEFS, que formarían la actual LNFS, con la remodelaciones de categorías que conllevó, y a pesar de las bajas de algunos jugadores importantes en los esquemas del equipo, se pudo mantener una regularidad durante toda la temporada, y quedar quintos clasificados en la liga. De nuevo destacaron jugadores después de un período de adaptación a la categoría., pero supieron pronto superar los nervios, y mostrar su clase en la pista, destacar a jugadores como Esteban, Herrero y Juan Antonio. Esa temporada se cambió el reglamento dotando al juego de una mayor espectacularidad, aumentando mucho el número de goles por partido lo que atrajo un mayor número de aficionados. De nuevo un equipo base del club, el Juvenil se clasificó para disputar la final del campeonato de España perdiendo por 2-0 ante Interviú.
Primer descenso:
El cambio de rumbo en el fútbol sala nacional, trajo con sigo el primer descenso del club, tras quedar noveno clasificado en el grupo A, los 8 primeros de ambos grupos (a y b) firmarían una única liga de 16 equipos siendo el resto descendidos a división de plata. En la temporada 91/92 y tras no conseguir el ascenso a División de Honor, desembarco en el club un nuevo patrocinador Vijusa, que transmite nuevas ilusiones al club y a la plantilla, para volver a División de Honor. Esa temporada no solo se estrenó esponsor, sino que también se trasladó el equipo a la ciudad de Torrent, en la que se integró rápidamente logrando la representatividad de la localidad, que acudía en masa a los partidos del equipo, así como a los aficionados dejados en la ciudad de Valencia.
Tras el descenso y la llegada del nuevo patrocinador le siguieron tres años consecutivos en Plata, donde la mala suerte siempre hacia acto de presencia en los momentos claves de la temporada. Un equipo planificado en torno al cierre paraguayo Miguel Ángel Martínez, que se lesionó de gravedad y se tuvo que reconfecionar la plantilla a mitad de temporada, también causó trastornos la lesión de Nano Serra que tras tres temporadas lejos del club regreso al club que le dio a conocer aunque sus aportaciones en los partidos importantes fueron decisivas. La pieza fundamental del equipo fue Lele, que se convirtió en el máximo goleador de la temporada.
En la 93/94 y tras tres años negros en plata, el equipo regreso a honor, con el regreso de Padu al equipo y la renovación de Marabu, junto con la recuperación de los lesionados del año anterior se formó un gran equipo que se hizo con el título de división de honor sin demasiados problemas, además también se consiguió ganar la copa de España de división de plata que se disputó en la ciudad de Valencia, el ascenso se logró tras ganar en la final a LA MASSANA de Andorra, con el que se había forjado una fuerte rivalidad, en los tres años de estancia en división de plata.
 La vuelta a división de honor y el renacimiento:
Con la consecución de la ansiada vuelta a división de honor, se volvió a tirar de cantera y gente veterana, que consiguió consolidar al club en la categoría, pero siempre en los puestos bajos de la tabla. El crecimiento de la LNFS y de los presupuestos paso factura al equipo, que tuvo muchos problemas en ese sentido a la hora de confeccionar plantillas, en 1996 llegó un nuevo patrocinador Yumas que alivió en cierta medida los ahogos presupuestarios de la entidad para confeccionar un equipo competitivo en la máxima categoría
Durante dos años consecutivos se luchó a destajo para entrar en un play-off por el título, cosa que no sucedía desde hacía ocho años, y tras unas temporadas de intentarlo hasta la saciedad se consiguió clasificarse en octavo lugar en la tabla. Pero duro poco la aventura por la lucha por el título, ya que se calló eliminado por la vía rápida. La vuelta a los puestos altos despertó otra vez las ansias por el éxito, y se trabajó para confeccionar una plantilla de campanillas que devolviera al club al puesto que históricamente le correspondía, nada más lejos de la realidad, con una política de estrellas, y pocos trabajadores, se dio con los huesos en plata.
Yumas abandono el proyecto volviendo a hacerse cargo la empresa Vijusa, una vez más y siguiendo lo que casi se ha convertido en una tradición, se tiró de jóvenes y cantera para solucionar y reflotar el equipo después de un sonado fracaso, empezaron a aparecer nombres como Kike, José Gómez, Rafa, Tete...etc.
 El subcampeonato de liga y el título de copa:
Tras la gran decepción del descenso, el club cambió su estructura por completo, haciéndose cargo del proyecto Juan Carlos Cebria, que puso el club en manos de gente de la casa. Con Miki como entrenador, que volvía a casa después de su faceta de jugador en los años ochenta, y con una nueva camada de promesas comenzó la nueva y brillante etapa del Valencia Vijusa.
El paso por división de plata no fue largo, como paso en otras ocasiones, y en un tiempo razonable que duró la regeneración del equipo se volvió a división de honor, con jugadores como Fede, Tete, José Gómez, Rafa, el equipo quedó campeón de división de plata, tras un duro y complicado play-off. En semifinales el Valencia Vijusa remonto una desventaja en la eliminatoria que metió el susto en el cuerpo, pero que no fue suficiente para evitar el pase a la final, y el consiguiente ascenso con gol de oro incluido en la prórroga. Tras la vuelta a división de honor, se empezó a reforzar el equipo convenientemente, para que esta vez por fin el paso por la máxima categoría no fuera efímero, con la vuelta de Kike, cedido en Talavera, los fichajes de Ale, Jerry, Josema e Isco, se pusieron las bases para la temporada siguiente, que sería sin duda la más espectacular de la historia.
Con un equipo joven, lleno de ambición, y con ganas de gustar y dirigido, por Miki se consiguió hacer una espectacular temporada, quedando semifinalista de la copa de España, después de una tremenda liga regular se llegó a la final de los play-off por el título quedando subcampeón de liga contra el Playas de Castellón. La consagración definitiva, llegó en la temporada 2001/2002 donde se volvió a conseguir un título quedando Campeón de la Copa de España disputada en Valencia, se venció al Pozo Murcia por 6-5.
 Vuelta a División de Honor y marcha de Armiñana:
Con la llegada de Juan Armiñana al club el equipo recuperó su potencial y tras la temporada 2005-2006 en la que no se llegó a consumar el ascenso tras quedar campeones de la División de Plata del Grupo Sur, el equipo volvió a quedar en liguilla de ascenso en 2006-2007. El equipo comenzó muy fuerte los play-offs por el ascenso donde en el último partido se enfrentó al GSI Inmogroup Bilbao Campeón de ese año en División de Plata. En el primer encuentro el conjunto Valenciano ganó pero posteriormente la final se desarrolló en cinco partidos. El conjunto vasco puso contra las cuerdas a los valencianos, llevando la decisión final del ascenso a los penaltis. Marcelo Silami marcó el último alzando al conjunto valenciano a División de Honor.
Tras el periplo por la División de Plata del fútbol sala español, el Armiñana Valencia comenzó su regreso a División de Honor con un gran plantel con gente como Passarinho, Kiko, Jordi Lledó o Silami, entre otros y jugadores consagrados como Jordi Sánchez, Crispi, Fali, Álex Dos Santos y Simi. En esa temporada el equipo no consiguió entrar en copa por un suspiro al igual que a los play-offs por el título, finalizando la liga del regreso en una meritoria 10.ª plaza.
A causa de la grave crisis económica el patrocinador y presidente del equipo, Juan Armiñana, retiró su patrocinio y el equipo pasó de nuevo a llamarse Valencia Fútbol Sala, renunciando a su plaza en División de Honor y poco antes del comienzo de la competición también a su plaza en División de Plata cayendo hasta la Liga Provincial de Valencia pero manteniendo la plaza correspondiente de División Nacional "A" para el siguiente curso.
Con mucha gente joven y con algún que otro jugador del juvenil más la experiencia de un jugador de la casa como el portero Manu Segarra y del cierre Carlos Gimeno, el equipó consumó su ascenso de nuevo a la Liga Nacional "B" el día 19 de abril de 2009 en el Pabellón de San Isidro quedando campeones frente al Almàssera con un resultado de 7-4.
El club utilizó su plaza de Nacional "A" para la temporada 2009-2010 acabando en un meritorio cuarto puesto. Justo coincidiendo con esta época en la que el club vagaba por la tercera categoría del fútbol sala español, comenzó el auge de las categorías inferiores copando los mayores títulos en la Comunidad Valenciana y logrando clasificarse para los Campeonatos de España. Como el equipo juvenil en la 2009-2010. Para la temporada 2010/2011, el equipo deja Rasán para vestir Kelme.
En la temporada 2011/12 el club finaliza quinto en su categoría perdiendo la cuarta plaza en las últimas jornadas pero quizás, la nota positiva llega cuando el 6 de junio se anuncia que el club se integra dentro del Pozo pasando a llamarse El Pozo Valencia Fútbol Sala, se pretende que este acuerdo lleve al Valencia su sitio, y que El Pozo también pueda aprovecharse de muchos jugadores que en el Valencia no serían aprovechados.

## Denominaciones del Club Valencia Fútbol Sala
- 1983/89 - Distrito 10 Valencia.
- 1989/90 - Valencia Distrito 10.
- 1990/91 - Valencia Choleck.
- 1991/96 - Valencia Vijusa.
- 1996/98 - Yumas Valencia.
- 1998/04 - Valencia Vijusa.
- 2004/06 - Club Valencia Fútbol Sala.
- 2006/08 - Armiñana Valencia.
- 2008/12 - Club Valencia Fútbol Sala.
- 2012/.. - ElPozo Valencia Fútbol Sala.

## Uniforme
- Uniforme titular: Camiseta blanca, pantalón azul, medias blancas.
- Uniforme alternativo: Camiseta gris, pantalón negro y medias blancas.

## Pabellón
Los primeros años tras su fundación, el equipo entrenó y disputó sus encuentros en el Pabellón Municipal Fuente de San Luis de Valencia. En 1985, el Pabellón de Marcol sería la casa del club hasta el momento en que el equipo retorna a la División de Honor en 1995, en el cual regresa al pabellón municipal Fuente de San Luis donde se gana una Copa de España como anfitrión. Tras los años de éxito, el equipo desciende de nuevo. Actualmente disputa sus partidos en el Pabellón de la Universidad de Valencia, pero tras su descenso administrativo a Primera Nacional "A" y haber jugado también en el Pabellón de El Cabanyal el equipo adopta la cancha donde disputan sus partidos las categorías inferiores, el pabellón municipal de San Isidro. Con la construcción del nuevo Pabellón de Marcol, se está especulando la posibilidad de pedirle la utilización al ayuntamiento de Valencia del mismo, el cual es su casa.

## Jugadores

### Plantilla
Carlos García
 Carles Todos Santos
 Marcos Ochando
 Jorge Martínez
 David Ruiz
 Ismael Serra
  Raúl Morales 
 Alex Moral
 Paco Sanz
 Fernando Muntaner
 Alex Franco
 Pedro Muñoz
 Jesús Barba "Chuso"
 Pablo Jover

### Cuerpo técnico 2023/24
- Entrenador:  Pepe Matoses
- 2º Entrenador:  Carlos Tobarra y  Abel Navarro
- Delegado/s:  Carlos Requeni
- Encargada Material:  Paula Gallen

## Palmarés
- 3 Copas de España: 1983 y 1984 (RFEF) y 2002 (LNFS)
- 3 Campeón de División de Plata: 1994, 2000 y 2006
- 2 Campeón Tercera División: 2009 (1.ª provincial) y 2023
- Subcampeón LNFS: 1982, 1983 y 2001
- Subcampeón Supercopa de España: 2002

## Escudos del Club Valencia Fútbol Sala
Escudo Fundacional

Escudo Histórico 
Escudo Armiñana (2006/2008) 
Escudo Actual 

## Temporada a temporada
| Temporada | Nivel | División       | Puesto | Notas |
| --------- | ----- | -------------- | ------ | --- |
| 1989/90   | 3     | 1.ª Nacional A | 5.º    | |
| 1990/91   | 3     | 1.ª Nacional A | 6.º    | |
| 1991/92   | 3     | 1.ª Nacional A | 6.º    | |
| 1992/93   | 3     | 1.ª Nacional A | 2.º    | |
| 1993/94   | 2     | D. Plata       | 1.º    | |
| 1994/95   | 1     | D. Honor       | 6.º    | |
| 1995/96   | 1     | D. Honor       | 12.º   | |
| 1996/97   | 1     | D. Honor       | 12.º   | |
| 1997/98   | 1     | D. Honor       | 8.º    | |
| 1998/99   | 1     | D. Honor       | 16.º   | |
| 1999/00   | 2     | D. Plata       | 1.º    | |
| 2000/01   | 1     | D. Honor       | 2.º    | |
| 2001/02   | 1     | D. Honor       | 6.º    | |
| 2002/03   | 1     | D. Honor       | 8.º    | |
| 2003/04   | 1     | D. Honor       | 16.º   | |
| 2004/05   | 2     | D. Plata       | 4.º    | |
| 2005/06   | 2     | D. Plata       | 1.º    | |
| 2006/07   | 2     | D. Plata       | 3.º    | |
| 2007/08   | 1     | D. Honor       | 10.º   | La constructora Armiñana dejó de patrocinar al equipo, por lo que el Valencia FS no pudo asumir los costes de inscripción para la temporada 2008/09 y se retiró de la competición. |
| 2008/09   | 4     | 1.ª Provincial | 1.º    | |
| 2009/10   | 3     | 1.ª Nacional A | 4.º    | |
| 2010/11   | 3     | 1.ª Nacional A | 15.º   | |
| 2011/12   | 4     | 3.ª División   | 4.º    | |
| 2012/13   | 4     | 3.ª División   | 10.º   | |
| 2013/14   | 4     | 3.ª División   | 9.º    | |
| 2014/15   | 4     | 3.ª División   | 13.º   | |
| 2015/16   | 4     | 3.ª División   | 14.º   | |
| 2016/17   | 4     | 3.ª División   | 11.º   | |
| 2017/18   | 4     | 3.ª División   | 10.º   | |
| 2018/19   | 4     | 3.ª División   | 5.º    | |
| 2019/20   | 4     | 3.ª División   | 2.º    | |
| 2020/21   | 4     | 3.ª División   | 1.º    | |
| 2021/22   | 4     | 3.ª División   | 2.º    | |
| 2022/23   | 4     | 3.ª División   | 1.º    | Campeones de liga a falta de 5 jornadas y ascenso a la categoría de Segunda División B.                                                                                            |
| 2023/24   | 3     | 2.ª División B | --     | |

## Páginas de interés
- Página Web oficial - https://valenciafutbolsala.es/ Archivado el 27 de diciembre de 2021 en Wayback Machine.
- Cuenta oficial de Instagram - https://www.instagram.com/cdfsvalencia/?hl=es